# 罗佛寨红层保护区
罗佛寨红层保护区，位于中国广东省韶关市南雄市湖口镇罗佛寨村，现为南雄市文物保护单位，类型为其他，公布时间为1992年12月7日。
罗佛寨红层保护区的历史年代为晚白垩纪—早第三纪。